# Ylinensaari (ö i Finland)
Ylinensaari är en ö i Finland. Den ligger i vattendraget Ounasjoki och i kommunen Enontekis i den ekonomiska regionen  Fjäll-Lappland  och landskapet Lappland, i den norra delen av landet, 900 km norr om huvudstaden Helsingfors. Öns area är 0,2 hektar och dess största längd är 110 meter i sydöst-nordvästlig riktning.